# هيرمان فرانكل
هيرمان فرديناند فرانكل (بالألمانية: Hermann Fränkel)‏ (8 أبريل 1977 7 مايو 1888) كان دارسا كلاسيكيا أميريكى ألمانى -شغل منصب أستاذ اليونانية القديمة في فقه اللغة جامعة ستانفورد حتى عام 1953.
نجل الأستاذ ماكس فرانكل والأخ الأصغر لل de:Charlotte Fränkel, كلاسيكيات فرانكل التي درست في برلين وبون وغوتنغن. حاضر في وقت لاحق في غوتنغن، ولكن تم رفض طلبه لنيل الأستاذية بعد الاستيلاء على السلطة. التملص وزيادة التمييز العنصري على أيدي النازيين، هاجر فرانكل إلى الولايات المتحدة في عام 1935. عرضت عليه على الأستاذية في جامعة ستانفورد فقط قصيرة بعد. كما أجرى الأستاذية الضيوف في جامعة كاليفورنيا، بيركلي وجامعة كورنيل.
قدم فرانكل مساهمات هامة في الشعر اليوناني المبكر وتفسير الفلسفة. ابنه هانز فرانكل أصبح عالما في اللغة الصينية.

## قائمة المراجع
- 1921 الموت homerischen Gleichnisse، غوتنغن: Vandenhoeck وروبرشت.
- 1930 Parmenidesstudien، برلين: Weidmannsche بيع الكتب.
- 1945 أوفيد: شاعر بين عالمين، بيركلي: مطبعة جامعة كاليفورنيا.
- 1951 Dichtung اوند الفلسفة قصر frühen Griechentums، نيويورك: الجمعية الأمريكية اللغوية.
- 1955 Wege اوند FORMEN frühgriechischen Denkens، ميونخ: بيك.
- 1957 Wege دير زور Wissenschaft Wirklichkeit، فرايبورغ: HF شولتز.
- 1961: أبولونيوس Rhodius: Argonautica، أكسفورد: مطبعة جامعة أكسفورد (أكسفورد النصوص الكلاسيكية)
- 1964 Einleitung زور kritischen Ausgabe دير Argonautika قصر Apollonios، غوتنغن: Vandenhoeck وروبرشت.
- 1968 نوتن زو دن Argonautika قصر Apollonios، ميونخ: بيك.
- 1974 Grammatik اوند Sprachwirklichkeit، ميونخ: بيك.

## ملحوظات
1. ↑  Fränkel، Hermann Ferdinand (1975) [1951]. Early Greek poetry and philosophy: A history of Greek epic, lyric, and prose to the middle of the fifth century. New York: Harcourt Brace Jovanovich. ISBN:0-15-127190-9.